# 鹿児島県立入来商業高等学校
鹿児島県立入来商業高等学校（かごしまけんりつ いりきしょうぎょうこうとうがっこう）は、鹿児島県薩摩川内市入来町副田に所在した公立の商業高等学校。2007年に鹿児島県立樋脇高等学校との統合校として開校した鹿児島県立川薩清修館高等学校へ移行して生徒募集を停止し、2009年3月31日に閉校した。尚、校舎はそのまま川薩清修館高校が使用している。

## 設置学科
- 商業科
- 情報処理科

## 所在地
- 〒895-1401 鹿児島県薩摩川内市入来町副田5961番地

## 沿革
- 1948年 入来町立入来高等学校として開校。
- 1951年 県立移管
- 1965年 鹿児島県立入来商業高等学校と改称
- 1997年 第2県北西部地震で被災した鹿児島県立宮之城高等学校を全面的に受け入れ
- 2007年 生徒募集を停止。
- 2009年3月31日 閉校。